# كيمبرلي جيست
كيمبرلي غيست (بالإنجليزية: Kimberly Geist)‏ مواليد 29 أبريل 1987 في بنسيلفانيا، الولايات المتحدة، هي متسابقة دراجات أمريكية.

## الميداليات
| الميدالية | المسابقة                               |
| --------- | -------------------------------------- |
| برونزية   | بطولة العالم للدراجات على المضمار 2015 |

## روابط خارجية
- كيمبرلي جيست على موقع الاتحاد الدولي للدراجات (الإنجليزية)
- كيمبرلي جيست على موقع أرشيف الدراجات (الإنجليزية)
- كيمبرلي جيست على موقع إحصائيات الدراجات الإحترافية (الإنجليزية)
- كيمبرلي جيست على موقع نسبة الدراجات (الإنجليزية)
- كيمبرلي جيست على موقع CycleBase (الإنجليزية)